# Slopovîi, Hust
Slopovîi (în ucraineană Слоповий) este un sat în comuna Lîpețka Poleana din raionul Hust, regiunea Transcarpatia, Ucraina.

## Demografie
Componența lingvistică a localității Slopovîi
     Ucraineană (100%)
Conform recensământului din 2001, toată populația localității Slopovîi era vorbitoare de ucraineană (100%).